# Aviation Club de France
Pour les articles homonymes, voir ACF.
L’Aviation Club de France a été créé en 1907 par un groupe d'aviateurs.
L'Aviation Club de France était un cercle de jeux, notamment depuis l'introduction du poker en 1995, et encore plus avec l'organisation en 2003 de la première étape du World Poker Tour hors du continent américain : le Grand Prix de Paris. Parmi les autres jeux proposés par le club : Backgammon, Blackjack, Baccara et le Punto banco.
L'Aviation Club de France était situé au 104 de l'avenue des Champs-Élysées, dans le 8e arrondissement de Paris.

## Joueurs vainqueurs de l'étape française du World Poker Tour
- Saison 1 (2002 - 2003) : Christer Johansson ( Suède)  -     500 000 euros
- Saison 2 (2003 - 2004) : David Benyamine ( France) -    357 200 euros
- Saison 3 (2004 - 2005) : Surinder Sunar ( Angleterre)   -   679 860 euros
- Saison 4 (2005 - 2006) : Roland de Wolfe ( Angleterre)   -  479 680 euros
- Saison 5 (2006 - 2007) : Christian Grundtvig ( Danemark)     -            422 560 euros
- Saison 8 (2009 - 2010) : Theo Jørgensen ( Danemark) - 638 377 euros
- Saison 9 (2010 - 2011) : Matthew Waxman ( États-Unis)  -   535 000 euros
- Saison 10 (2011 - 2012) : Xavier Béraud-B ( France)  -   703 860 euros

## Historique
L'Aviation Club de France était, lors de sa création au début du XXe siècle, réservé aux aviateurs. Petit à petit, il s'est ouvert à d'autres membres, devenant à l'aube des années 1960 un des cercles de jeux les plus prisés du Tout Paris. Contrôlé par des intérêts corse (voir Antoine Peretti), installé en haut des Champs-Élysées, à deux pas de l'Arc de Triomphe, il accueillait chaque jour des centaines de passionnés, 24h sur 24, 365 jours sur 365, qui pouvaient s'adonner à leur jeu préféré : poker 21 (Black Jack Parisian Style), Punto Banco, Poker à 3 cartes, Poker Caribbean Stud ou encore au poker Texas Hold'Em en cash-game ou tournois réguliers.
- 1907 : Un groupe d'aviateurs crée un cercle privé sur les Champs-Élysées, inspiré des clubs anglais. Ils décident logiquement de l'appeler « l'Aviation Club de France ».
- 1925 : L'Aviation Club de France (ACF) devient un cercle de jeux et s'ouvre désormais aux non-aviateurs. Il suffit d'être membre et d'arborer une tenue élégante afin de pouvoir s'asseoir aux tables de bridge et de baccara.
- 1995 : Jusqu'alors inédit en France et réservé à une poignée de passionnés, le poker fait son entrée à l'ACF.
- 2003 : L’ACF organise son premier tournoi de poker international, le Grand Prix de Paris, première étape française du World Poker Tour. Les plus grands champions de poker y jouent chaque année, sous l’œil des caméras du WPT.
- 2010 : Naissance du site de poker en ligne ACFPoker.fr agréé par l’Autorité de régulation des jeux en ligne (ARJEL). Il dispose de l'exclusivité de la marque Aviation Club de France dans le domaine du poker sur Internet.

- 2014 : la fermeture :
- 16 septembre : Fermeture administrative du cercle sous prétexte de confiscation de carnets douaniers obligatoires pour ouvrir les tables de jeux datant de l'année en cours alors qu'ils enquêtaient sur des faits passés entre 2009 et 2011 [2].
- 31 septembre : non renouvellement de la licence de jeux. 3 octobre réouverture du cercle sur décision du conseil d'Etat mais sans la licence de jeux seuls le bar et le restaurant fonctionnaient, une action en justice pour récupérer la licence de jeux a été faite mais la décision a sans cesse été repoussée par le tribunal, les employés se sont mobilisés (sitting, manifestation...) afin de se faire entendre mais alors que l'annonce de la descente de police a fait grand bruit toute la journée du 16 septembre dans les medias, plus aucun ne s'intéressera à eux.
- Fin novembre, la sauvegarde est prononcée et un administrateur judiciaire est nommé.

- 2015 : la liquidation judiciaire :
  - janvier : décision du tribunal de prolonger la sauvegarde bien que les salaires de décembre n'aient pas été payés, après avoir été poussé à la faillite. La mise en liquidation sera prononcée sur siège le 19 février.
  - 12 mai 2015 : la mise aux enchères de tous les biens de l'Aviation Club de France mettait définitivement un terme à l'histoire de cet établissement.

- Aujourd'hui les salariés n'ont toujours pas eu de nouvelles de la liquidation judiciaire. Ils ont toujours 45 jours de salaire impayé et leurs indemnités n'ont pas été payées sur une année normale de salaire (tenant compte des pourboires/primes de jeux)[réf. nécessaire].

- 2018 : Le groupe Barrière obtient l’autorisation du ministère de l’Intérieur d’ouvrir un club de jeu dans les anciens locaux de l'Aviation Club de France[3].